# Mancini (családnév)
- Olympia Mancini (római bárókisasszony, kegyencnő, udvarhölgy, 1638–1708)
- Maria Mancini (római bárókisasszony, udvarhölgy, kegyensnő, 1639–1715)
- Mancini Antal (doktor, Jézus-társasági áldozópap és tanár, 1746–1783)
- Henry Mancini (amerikai zeneszerző, 1924–1994)
- Vinnie Mancini-Corleone (a Keresztapa III. című film fiktív szereplője, 1947–)
- Roberto Mancini (olasz labdarúgó, edző, 1964–)
- Manicini (Faiolhe Amantino Mancini Alessandro, brazil labdarúgó, 1980–)
- Andrea Mancini (olasz labdarúgó, 1992–)
- Gianluca Mancini (olasz labdarúgó, 1996–)